# Museum of Royal Worcester

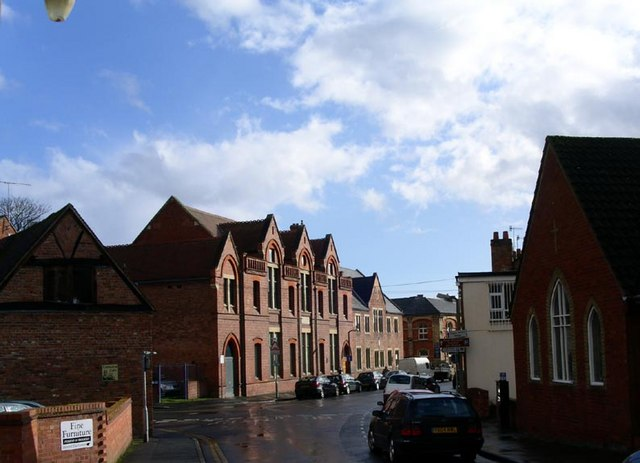

Het Museum of Royal Worcester (vroeger Museum of Worcester Porcelain en Dyson Perrins Museum and Worcester Porcelain Museum),  is een museum in het Engelse Worcester. Het belicht de porseleinproductie van Royal Worcester en is gevestigd in een oude porseleinfabriek. De collectie wordt tentoongesteld in drie galerieën en omvat porselein vanaf het begin van de productie in 1751 tot de sluiting in 2009. 